# Variola albimarginata
Variola albimarginata är en fiskart som beskrevs av Baissac, 1953. Variola albimarginata ingår i släktet Variola och familjen havsabborrfiskar. IUCN kategoriserar arten globalt som livskraftig. Inga underarter finns listade i Catalogue of Life.